# Communication Heights
Communication Heights är en kulle i Antarktis. Den ligger i Östantarktis. Australien gör anspråk på området. Toppen på Communication Heights är 1 590 meter över havet.
Terrängen runt Communication Heights är kuperad söderut, men norrut är den bergig. Terrängen runt Communication Heights sluttar söderut. Trakten är obefolkad. Det finns inga samhällen i närheten. 